# Krzysztof Klonowicz
Krzysztof Klonowicz (ur. 27 lipca 1987) – polski lekkoatleta specjalizujący się w biegu na 400 metrów przez płotki.
Reprezentuje barwy AZS Łódź, i to razem ze sztafetą 4 x 400 metrów tego klubu wywalczył trzy medale mistrzostw Polski seniorów. W startach indywidualnych sięgał po medale mistrzostw kraju w juniorskich kategoriach wiekowych.

## Rekordy życiowe
- bieg na 400 m przez płotki - 51,48 (2009)
- bieg na 400 m - 47,96 (2007)